# أبدون براتس
أبدون براتس (بالإسبانية: Abdón Prats)‏ هو لاعب كرة قدم إسباني في مركز الهجوم، ولد في 17 ديسمبر 1992 في أرتا في إسبانيا. لعب مع ريال مايوركا ب وريال مايوركا ونادي بورغوس ونادي تينيريفي ونادي ميرانديس.

## وصلات خارجية
- أبدون براتس على موقع قاعدة بيانات كرة القدم.إي يو (الإنجليزية)
- أبدون براتس على موقع Soccerway.com (الإنجليزية)